# Dustin Ware
Dustin Ware (ur. 12 kwietnia 1990 w Powder Springs) – amerykański koszykarz, występujący na pozycji rozgrywającego, obecnie zawodnik KK MZT Skopje Aerodrom.

## Kariera sportowa
5 lipca 2019 dołączył do Kinga Szczecin. 6 listopada 2020 podpisał kolejną umowę z klubem ze Szczecina. 25 lutego 2021 przeniósł się do Pszczółki Start Lublin. 2 sierpnia 2021 został zawodnikiem KK MZT Skopje Aerodrom.

## Osiągnięcia
Stan na 2 sierpnia 2021, na podstawie, o ile nie zaznaczono inaczej.
Klubowe
- Zdobywca superpucharu Chorwacji (2013)
- Uczestnik rozgrywek:
  - Ligi Adriatyckiej (2012/2013)
  - FIBA Europe Cup (2018/2019)

Indywidualne
(* – nagrody przyznane przez portal eurobasket.com)
- MVP kolejki EBL (6 – 2019/2020)[7]
- Zaliczony do honorable mention*:
  - francuskiej ligi ProB (2016)
  - ligi węgierskiej (2019)